# 新喬治亞海峽

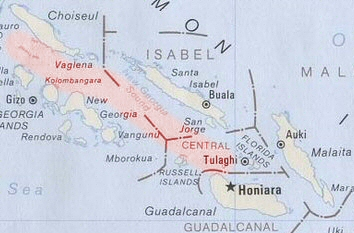
新喬治亞海峽的範圍

新喬治亞海峽（英語：New Georgia Sound）是太平洋所羅門群島的海峽，北面是舒瓦瑟爾島、聖伊莎貝爾島和佛羅里達群島，南面是維拉拉維拉島、科隆班加拉島、新喬治亞島和拉塞爾群島，西北面是布干維爾島，東南面是瓜達爾卡納爾島。
8°16′S 158°29′E / 8.26°S 158.48°E